# Glossogobius coatesi
Glossogobius coatesi är en fiskart som beskrevs av Douglass Fielding Hoese och Allen, 1990. Glossogobius coatesi ingår i släktet Glossogobius och familjen smörbultsfiskar. Inga underarter finns listade i Catalogue of Life.